# Championnats du monde de cyclo-cross 2020
Navigation
Édition précédente Édition suivante
Les championnats du monde de cyclo-cross 2020, soixante-et-onzième édition des championnats du monde de cyclo-cross, se déroulent les 1er et 2 février 2020 à Dübendorf en Suisse.

## Organisation
Les championnats du monde sont organisés sous l'égide de l'Union cycliste internationale. C'est sur un circuit inédit qu'a lieu cette 71e édition, sur l'aérodrome de Dübendorf. C'est la neuvième fois que l'épreuve est organisée en Suisse, la dernière édition remontant à 1995.
Pour la première fois, une épreuve est réservée aux juniors féminines.

## Parcours
Les courses ont lieu sur le terrain d'aviation de l'aérodrome de Dübendorf, une première dans l'histoire des mondiaux. Ce site a été choisi pour sa facilité d'accès (près du centre-ville de Zurich) et sa capacité lui permettant d'accueillir beaucoup de public.
Comme lors des championnats du monde précédents, le parcours est essentiellement plat et présente des sections terreuses et herbeuses. En plus de deux petites collines, le circuit comporte également des obstacles artificiels, comme des planches et des passerelles.

## Programme
Les horaires de course sont donnés en heure locale.
| Samedi 1er février - 11 h 00 : Femmes Juniors - 13 h 00 : Hommes Moins de 23 ans - 15 h 00 : Femmes élites | Dimanche 2 février - 11 h 00 : Hommes Juniors - 13 h 00 : Femmes Moins de 23 ans - 15 h 00 : Hommes élites |

## Favoris
Près de 270 cyclistes sont attendus dans l'ensemble des catégories.
Le grand favori pour la course élite masculine est le double champion du monde Néerlandais Mathieu van der Poel qui n'a été battu qu'une seule fois cette saison. Il est opposé à l'équipe de Belgique emmenée par le triple champion du monde Wout van Aert qui revient de blessure, ainsi que ses compatriotes Toon Aerts (vainqueur du général de la Coupe du monde), Eli Iserbyt (vainqueur de quatre manches de la Coupe du monde), Quinten Hermans, Tim Merlier, Laurens Sweeck et Michael Vanthourenhout.
Chez les femmes, les Néerlandaises sont les favorites avec Annemarie Worst (trois victoires en Coupe du monde, ainsi que le général), Lucinda Brand (trois victoires également) et Ceylin Alvarado (une victoire). La Belge Sanne Cant, triple championne du monde en titre est également candidate à la victoire.
En ce qui concerne les espoirs hommes (moins de 23 ans), le Suisse Kevin Kuhn et le Néerlandais Ryan Kamp sont les principaux prétendants au titre, après avoir terminé aux deux premières places de la Coupe du monde espoirs. Les autres coureurs attendus sont Antoine Benoist (France), Niels Vandeputte (Belgique), Thomas Mein (Grande-Bretagne) et Jakob Dorigoni (Italie). Pour les espoirs femmes, la course s'annonce ouverte en l'absence de Ceylin Alvarado qui a préféré s'aligner chez les élites. Les prétendantes au titre sont la Britannique Anna Kay, les Néerlandaises Inge van der Heijden (tenante du titre), Manon Bakker et Aniek van Alphen.
Chez les juniors hommes (moins de 19 ans), le vainqueur de la Coupe du monde juniors, le Belge Thibau Nys est le grand favori. Son principal rival est le local Dario Lillo, vainqueur de la dernière manche de la Coupe du monde juniors et deuxième du général final. Pour les juniors femmes, les Néerlandaises Shirin van Anrooij et Puck Pieterse (respectivement troisième et première des championnats d'Europe juniors 2019) font figure de favorites pour le titre, tout comme l'Américaine Madigan Munro (championne panaméricaine juniors 2019).

## Résultats

### Hommes
| Épreuves        | Or                   | Argent          | Bronze           |
| --------------- | -------------------- | --------------- | ---------------- |
| Élites          | Mathieu van der Poel | Tom Pidcock     | Toon Aerts       |
| Moins de 23 ans | Ryan Kamp            | Kevin Kuhn      | Mees Hendrikx    |
| Juniors         | Thibau Nys           | Lennert Belmans | Emiel Verstrynge |

### Femmes
| Épreuves        | Or                       | Argent          | Bronze        |
| --------------- | ------------------------ | --------------- | ------------- |
| Élites          | Ceylin Alvarado          | Annemarie Worst | Lucinda Brand |
| Moins de 23 ans | Marion Norbert-Riberolle | Blanka Kata Vas | Anna Kay      |
| Juniors         | Shirin van Anrooij       | Puck Pieterse   | Madigan Munro |

## Classements

### Course masculine
| Pos                                | Cycliste               | Pays        | Temps          |
| ---------------------------------- | ---------------------- | ----------- | -------------- |
|                                    | Mathieu van der Poel   | Pays-Bas    | 1 h 8 min 52 s |
| Médaille d'argent, Coupe du Monde  | Thomas Pidcock         | Royaume-Uni | +1 min 20 s    |
| Médaille de bronze, Coupe du Monde | Toon Aerts             | Belgique    | +1 min 45 s    |
| 4.                                 | Wout van Aert          | Belgique    | +2 min 4 s     |
| 5.                                 | Laurens Sweeck         | Belgique    | +2 min 32 s    |
| 6.                                 | Michael Vanthourenhout | Belgique    | +3 min 12 s    |
| 7.                                 | Corné van Kessel       | Pays-Bas    | +3 min 52 s    |
| 8.                                 | Tim Merlier            | Belgique    | +4 min 32 s    |
| 9.                                 | Quinten Hermans        | Belgique    | +4 min 48 s    |
| 10.                                | Eli Iserbyt            | Belgique    | +5 min 11 s    |

### Course masculine des moins de 23 ans
| Pos                                | Cycliste         | Pays        | Temps       |
| ---------------------------------- | ---------------- | ----------- | ----------- |
|                                    | Ryan Kamp        | Pays-Bas    | 47 min 53 s |
| Médaille d'argent, Coupe du Monde  | Kevin Kuhn       | Suisse      | +36 s       |
| Médaille de bronze, Coupe du Monde | Mees Hendrikx    | Pays-Bas    | +52 s       |
| 4.                                 | Antoine Benoist  | France      | +1 min 16 s |
| 5.                                 | Pim Ronhaar      | Pays-Bas    | +1 min 19 s |
| 6.                                 | Iván Feijoo      | Espagne     | +1 min 32 s |
| 7.                                 | Niels Vandeputte | Belgique    | +1 min 36 s |
| 8.                                 | Cameron Mason    | Royaume-Uni | +1 min 44 s |
| 9.                                 | Jelle Camps      | Belgique    | +2 min 15 s |
| 10.                                | Yentl Bekaert    | Belgique    | +2 min 36 s |

### Course masculine des juniors
| Pos                                | Cycliste                | Pays        | Temps       |
| ---------------------------------- | ----------------------- | ----------- | ----------- |
|                                    | Thibau Nys              | Belgique    | 38 min 50 s |
| Médaille d'argent, Coupe du Monde  | Lennert Belmans         | Belgique    | +31 s       |
| Médaille de bronze, Coupe du Monde | Emiel Verstrynge        | Belgique    | +38 s       |
| 4.                                 | Dario Lillo             | Suisse      | +54 s       |
| 5.                                 | Tibor Del Grosso        | Pays-Bas    | +1 min 8 s  |
| 6.                                 | Marco Brenner           | Allemagne   | +1 min 13 s |
| 7.                                 | Jente Michels           | Belgique    | +1 min 29 s |
| 8.                                 | Florian Richard Andrade | France      | +1 min 34 s |
| 9.                                 | Rory McGuire            | Royaume-Uni | +1 min 37 s |
| 10.                                | Andrew Strohmeyer       | États-Unis  | +1 min 39 s |

### Course féminine
| Pos                                | Cycliste          | Pays       | Temps       |
| ---------------------------------- | ----------------- | ---------- | ----------- |
|                                    | Ceylin Alvarado   | Pays-Bas   | 45 min 20 s |
| Médaille d'argent, Coupe du Monde  | Annemarie Worst   | Pays-Bas   | +1 s        |
| Médaille de bronze, Coupe du Monde | Lucinda Brand     | Pays-Bas   | +10 s       |
| 4.                                 | Katherine Compton | États-Unis | +1 min 0 s  |
| 5.                                 | Yara Kastelijn    | Pays-Bas   | +1 min 26 s |
| 6.                                 | Evie Richards     | États-Unis | +1 min 44 s |
| 7.                                 | Eva Lechner       | Italie     | +2 min 25 s |
| 8.                                 | Ellen Van Loy     | Belgique   | +2 min 46 s |
| 9.                                 | Laura Verdonschot | Belgique   | +2 min 52 s |
| 10.                                | Marlène Petit     | France     | +3 min 6 s  |

### Course féminine des moins de 23 ans
| Pos                                | Cycliste                 | Pays        | Temps       |
| ---------------------------------- | ------------------------ | ----------- | ----------- |
|                                    | Marion Norbert-Riberolle | France      | 48 min 31 s |
| Médaille d'argent, Coupe du Monde  | Blanka Kata Vas          | Hongrie     | +27 s       |
| Médaille de bronze, Coupe du Monde | Anna Kay                 | Royaume-Uni | +40 s       |
| 4.                                 | Katie Clouse             | États-Unis  | +1 min 29 s |
| 5.                                 | Manon Bakker             | Pays-Bas    | +1 min 34 s |
| 6.                                 | Inge van der Heijden     | Pays-Bas    | +1 min 53 s |
| 7.                                 | Francesca Baroni         | Italie      | +2 min 6 s  |
| 8.                                 | Sara Casasola            | Italie      | +2 min 29 s |
| 9.                                 | Ruby West                | Canada      | +2 min 43 s |
| 10.                                | Noemi Rüegg              | Suisse      | +3 min 23 s |

### Course féminine des juniors
| Pos                                | Cycliste           | Pays        | Temps       |
| ---------------------------------- | ------------------ | ----------- | ----------- |
|                                    | Shirin van Anrooij | Pays-Bas    | 38 min 34 s |
| Médaille d'argent, Coupe du Monde  | Puck Pieterse      | Pays-Bas    | +53 s       |
| Médaille de bronze, Coupe du Monde | Madigan Munro      | États-Unis  | +1 min 18 s |
| 4.                                 | Millie Couzens     | Royaume-Uni | +1 min 43 s |
| 5.                                 | Fem van Empel      | Pays-Bas    | +2 min 12 s |
| 6.                                 | Line Burquier      | France      | +2 min 12 s |
| 7.                                 | Josie Nelson       | Royaume-Uni | +2 min 32 s |
| 8.                                 | Lizzy Gunsalus     | États-Unis  | +2 min 47 s |
| 9.                                 | Marie Schreiber    | Luxembourg  | +3 min 1 s  |
| 10.                                | Julie De Wilde     | Belgique    | +3 min 20 s |

## Tableau des médailles
| Rang  | Nation          | Or | Argent | Bronze | Total |
| ----- | --------------- | -- | ------ | ------ | ----- |
| 1     | Pays-Bas        | 4  | 2      | 2      | 8     |
| 2     | Belgique        | 1  | 1      | 2      | 4     |
| 3     | France          | 1  | 0      | 0      | 1     |
| 4     | Grande-Bretagne | 0  | 1      | 1      | 2     |
| 5     | Hongrie         | 0  | 1      | 0      | 1     |
| 5     | Suisse          | 0  | 1      | 0      | 1     |
| 7     | États-Unis      | 0  | 0      | 1      | 1     |
| Total | Total           | 6  | 6      | 6      | 18    |